# Clytellus serratulus
Clytellus serratulus là một loài bọ cánh cứng trong họ Cerambycidae.